# Kommandant der Seeverteidigung Elbe-Weser

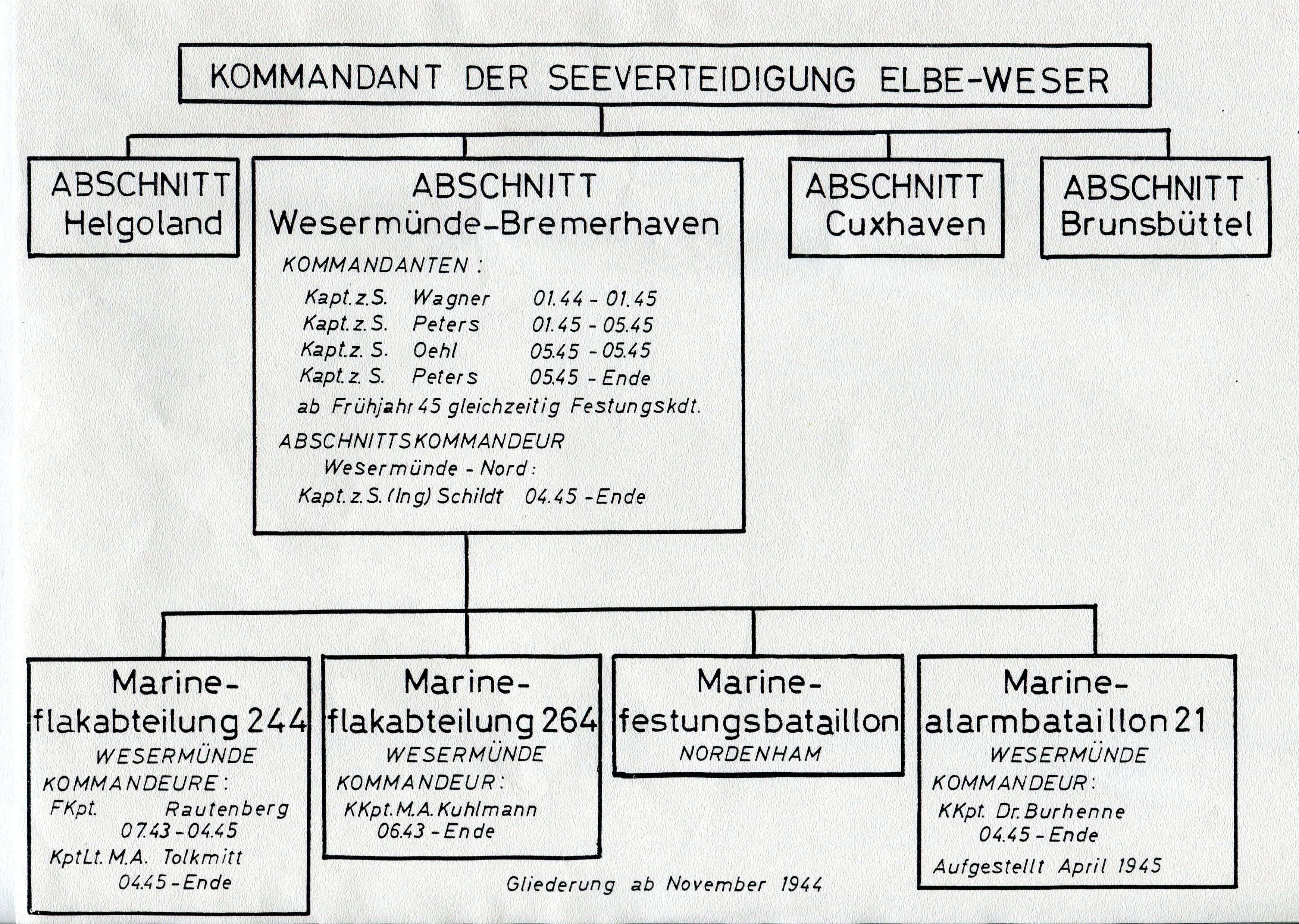
Gliederung der Seekommandantur Elbe-Weser

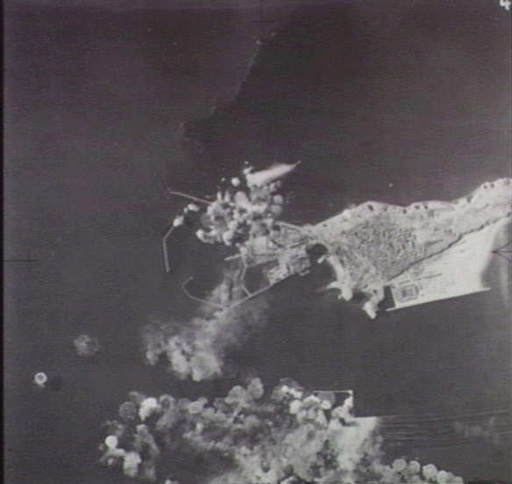
Britischer Luftangriff auf Helgoland am 18. April 1945

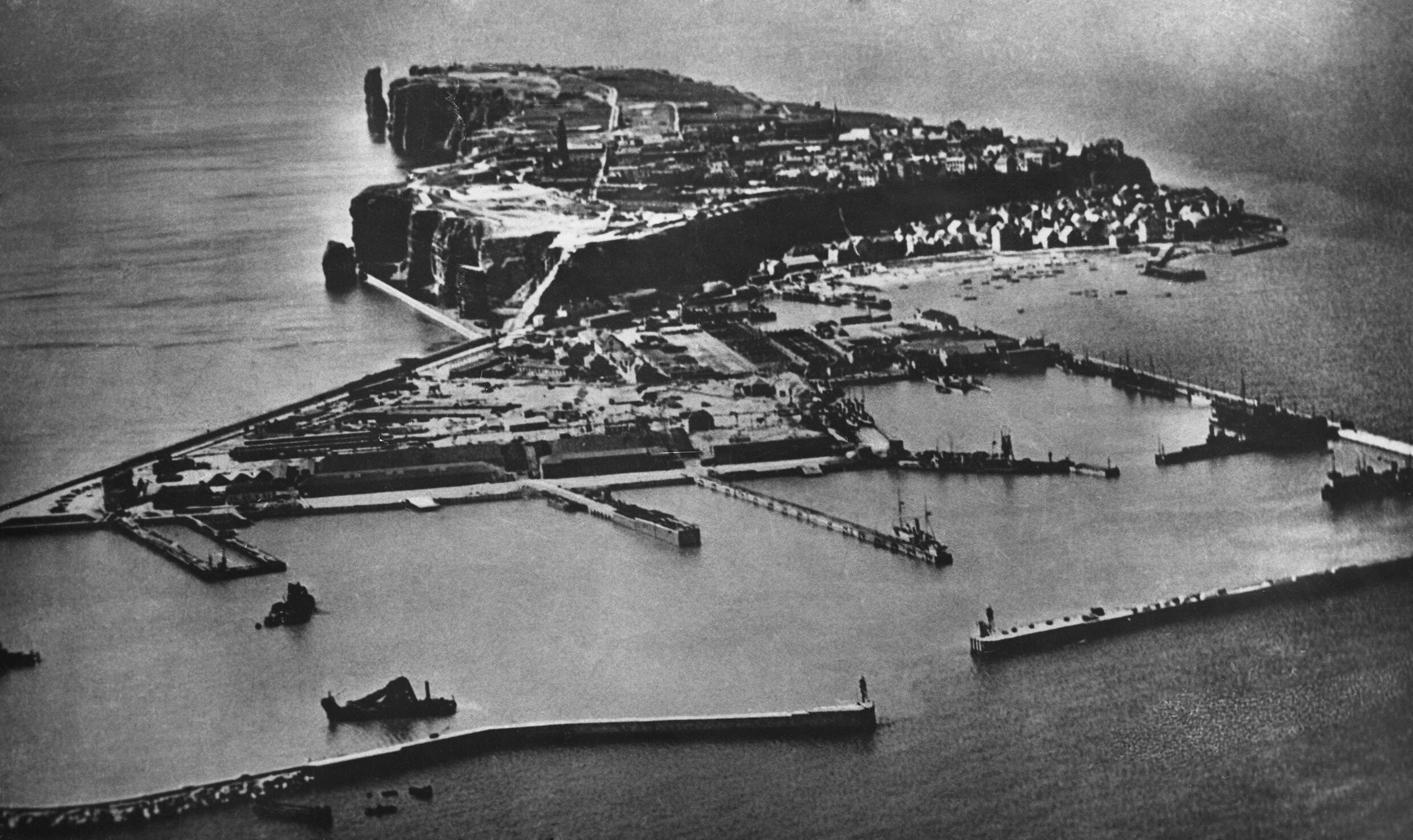
Der Marinestützpunkt Helgoland im Zweiten Weltkrieg

Der Kommandant der Seeverteidigung Elbe-Weser, kurz Seekommandant Elbe-Weser, war ein regionaler Küstenbefehlshaber der deutschen Kriegsmarine im Zweiten Weltkrieg, der dem Kommandierenden Admiral Deutsche Bucht unterstellt war. Die Dienststelle wurde im November 1944 mit Sitz in Otterndorf eingerichtet und bestand unter alliierter Aufsicht über das Kriegsende hinaus fort bis Januar 1946. Einziger Seekommandant war von 1944 bis 1946 Konteradmiral Rolf Johannesson.

## Gliederung
Die Seekommandantur Elbe-Weser bestand aus vier Abschnitten und mehreren direkt unterstellten Verbänden.
Die Marine-Flak-Abteilungen waren ab 1938 aufgestellt worden, siehe Marine-Flak.

### Direkt unterstellte Verbände
- Marinefestungs-Pionierstab 2 (Cuxhaven-Sahlenburg)
  - Marinefestungs-Pionier-Bataillon 314 (Sahlenburg)
  - Marinefestungs-Pionier-Bataillon 360 (Bremervörde)
- 4. Marine-Kraftfahr-Abteilung (Cuxhaven)

### Abschnitt Wesermünde-Bremerhaven
Zum Abschnitt Wesermünde-Bremerhaven gehörte das Küstengebiet östlich der Weser.
- Marine-Flak-Abteilung 244 einschließlich der Flakbatterie Tabar
- Marine-Flak-Abteilung 264 ab April 1943

Die Abteilungen 244 und 264 hatten Stellungen in Weddewarden, Langlütjen, Langen, Grebswarden, Spaden, Schiffdorf, Stotel und Ellwürden. Gefechtsstand lag in Einswarden.

### Abschnitt Helgoland
Zum Abschnitt Helgoland gehörte die Insel Helgoland einschließlich der benachbarten Düne, siehe Leuchtturm Helgoland.
- Marine-Artillerie-Abteilung 122
- Marine-Flak-Abteilung 242

### Abschnitt Cuxhaven

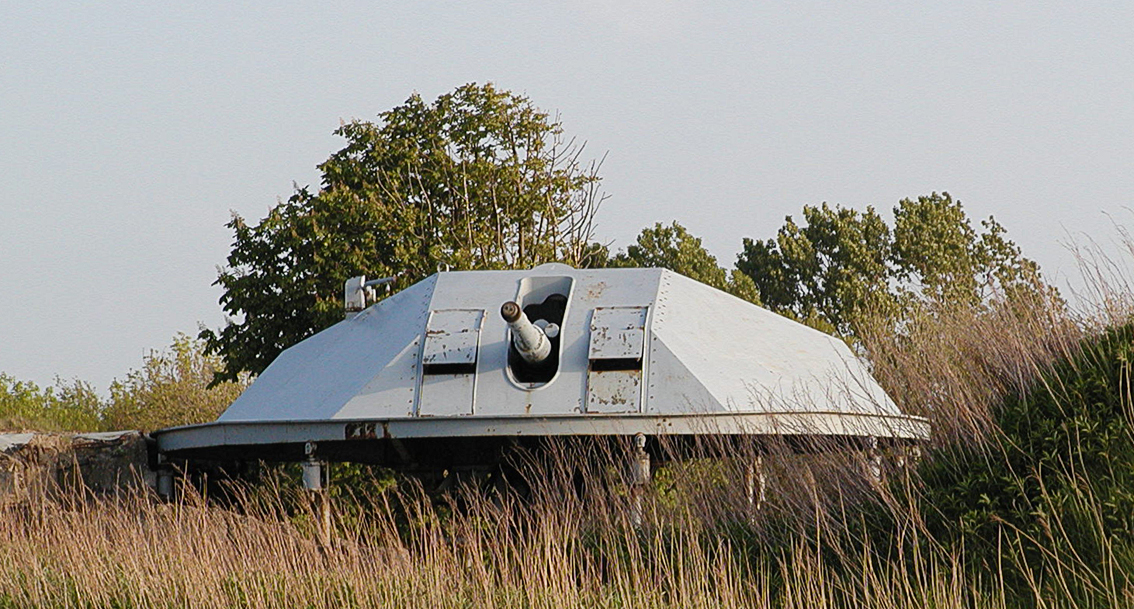
10,5-cm-Flugabwehrgeschütz im Fort Kugelbake in Cuxhaven

Verantwortlich für die Südseite der Elbmündung einschließlich der Inseln Scharhörn und Neuwerk.
- Hafenschutzflottille Cuxhaven
- 4. Ersatz-Marine-Artillerie-Abteilung (Cuxhaven)
- Marine-Flak-Abteilung 214 (Fort Kugelbake, Cuxhaven) mit Stellungen in Fort Kugelbake, Neufeld (Groden), Drangst, Stand Heide (Duhnen) und Altenbruch[7]
- 4. Marine-Kraftfahr-Abteilung (Cuxhaven)

### Abschnitt Brunsbüttel
Zum Abschnitt Brunsbüttel gehörte die nördliche Seite der Elbmündung und die schleswig-holsteinische Westküste südlich der Eidermündung.
- ehemalige 8. Marine-Flak-Regiment (Brunsbüttel) (Die Aufgabe des Regimentskommandeurs wurde durch den Kommandanten im Abschnitt wahrgenommen.)
  - Marine-Flak-Abteilung 224 (Wilhelmsburg-Hademarschen)
  - Marine-Flak-Abteilung 254 (Sandhayn)
  - Marine-Flak-Abteilung 274 (Brunsbüttel)
  - Marine-Flak-Abteilung 294 (Balje)
  - 10. Marine-Nebel-Abteilung (Brunsbüttel-Zweidorf)